# Sinfonia n. 2 (Borodin)
La Sinfonia n. 2 in si minore di Aleksandr Porfir'evič Borodin fu composta tra il 1869 e il 1876; è considerata il più importante lavoro completato dal compositore stesso.

## Storia della composizione
Subito dopo il successo della prima esecuzione della sua sinfonia n. 1, diretta da Milij Balakirev nel 1869, Borodin iniziò a scrivere la seconda sinfonia in si minore. In estate lasciò da parte la composizione per dedicarsi, su suggerimento del suo amico e primo biografo Vladimir Stasov, all'opera Il principe Igor', che però abbandonò nel marzo del 1870, insoddisfatto. Dopo ciò Borodin ritornò alla sinfonia in si minore, dicendo a Stasov che avrebbe riutilizzato nella sinfonia i materiali creati per l'opera. Secondo un articolo pubblicato da Stasov nel 1883, Borodin gli aveva raccontato più volte che nel primo movimento intendeva raffigurare un raduno di bogatyr (eroici guerrieri russi medievali), nel movimento lento il bajan (una tipica fisarmonica russa), e nel finale una scena di eroi in festa al suono del gusli; infatti Stasov chiamò sempre la sinfonia Bogatyrskaja. Borodin compose la maggior parte del primo movimento nell'aprile del 1870, e un anno dopo, nell'estate del 1871, terminò lo spartito per pianoforte. Nello stesso anno abbozzò lo Scherzo e l'Andante, in estate orchestrò il primo movimento, ed in ottobre iniziò il Finale. Il lavoro di Borodin venne nuovamente interrotto quando il direttore dei teatri imperiali, Stepan Gedeonov, gli chiese di collaborare all'opera-ballet Mlada, assieme agli altri membri del Gruppo dei Cinque. Lo spettacolo fu poi cancellato a causa dei costi di produzione, e Borodin tornò nuovamente alla seconda sinfonia. Un nuovo interesse però distolse nuovamente la sua attenzione dalla composizione: nel 1872 lo zar Alessandro II promulgò una legge che permetteva alle donne di prendere parte a corsi avanzati di medicina. Sostenendo questa iniziativa, Borodin divenne il fondatore della Scuola di Medicina per donne, dove tenne diversi corsi. Nonostante queste distrazioni, Borodin terminò la partitura per pianoforte nel maggio del 1873.
Nell'autunno del 1876 la Società musicale russa manifestò interesse a eseguire la sinfonia; tuttavia Borodin si accorse con sgomento di aver perduto la partitura completa. Sebbene il secondo e terzo movimento furono poi trovati, egli dovette riorchestrare gli altri due mentre era a letto malato. La composizione ebbe la sua prima il 26 febbraio (10 marzo) 1877 sotto la direzione di Eduard Nápravník, ma non incontrò un grande successo. Come notò Nikolaj Rimskij-Korsakov, Borodin nell'orchestrare la sinfonia aveva dato un ruolo di grande rilievo agli ottoni, col risultato di appesantire e rendere difficoltosa l'esecuzione.
Anche il rapporto di Borodin con Franz Liszt ne influenzò la scrittura sinfonica. Più tardi nel 1877, Borodin effettuò un viaggio in Germania per iscrivere alcuni suoi allievi all'università di Jena. Con l'occasione, Borodin fece visita a Liszt a Weimar, dove i due eseguirono entrambe le sinfonie di Borodin nell'arrangiamento per pianoforte a quattro mani. Liszt era un ammiratore di Borodin ed organizzò alcune esecuzioni delle sue sinfonie, che quindi furono le prime sinfonie russe ad essere ascoltate all'estero. A proposito dell'intenzione di Borodin di rivedere la partitura, Liszt disse:
Nel 1879 Borodin revisionò l'orchestrazione della sinfonia diradando le parti degli ottoni. La prima esecuzione di questa versione ebbe luogo il 4 marzo 1879 diretta da Nikolaj Rimskij-Korsakov e fu ben accolta. Borodin si occupò della sinfonia per l'ultima volta nel 1886, mentre ne preparava il manoscritto per l'edizione completa, apportando alcune modifiche suggeritegli da Rimskij-Korsakov.